# William Barr (historien)
Ne doit pas être confondu avec William Barr.
Pour les articles homonymes, voir Barr.
William Barr, né en octobre 1940 à Coventry, est un historien britannique.
Il s'intéresse particulièrement à l'histoire de l'exploration de l'Arctique et, dans une moindre mesure, de l'Antarctique. 

## Biographie
Il est titulaire de diplômes en géographie de l'Université d'Aberdeen (1963), en Écosse, et de l'Université McGill, à Montréal, au Canada. De 1968 à 1999, il a été membre du corps professoral du Département de géographie de l'Université de la Saskatchewan à Saskatoon et y est depuis professeur émérite.
Depuis 1999, il est chercheur en résidence à l'Arctic Institute of North America (en) à l'Université de Calgary.

## Travaux
Depuis 30 ans, l'histoire de l'exploration de l'Arctique est au centre de ses recherches. Il a publié 16 livres, dont des traductions du français, de l'allemand et du russe. En 2006, il a reçu un Lifetime Achievement Award pour sa contribution à l'histoire du Nord canadien de la Société historique du Canada.

## Publications
- 1977 : The First Tourist Cruise in the Soviet Arctic
- 1980 : Baron Eduard Von Toll's Last Expedition
- 1985 : Aleksandr Stepanovich Kuchin: The Russian who went South with Amundsen, Cambridge University Press
- 2004 : Red Serge and Polar Bear Pants: The Biography of Harry Stallworthy
- 2004 : War North of 80: The Last German Arctic Weather Station, avec Wilhelm Dege (de)
- 2007 : Arctic Hell-Ship: The Voyage of HMS Enterprise 1850-1855
- 2016 : Polaris: The Chief Scientist's Recollections of the American North Pole Expedition, 1871-73
- 2019 : John Rae, Arctic Explorer. The Unfinished Autobiography